# Ataque al complejo turístico Barakh
El ataque al complejo turístico Barakh ocurrió el 20 de julio de 2022, cuando el complejo turístico Barakh en el distrito de Zakho de la región de Kurdistán, Irak, fue bombardeado con cuatro o cinco ataques de artillería durante la Operación Claw-Lock, según los informes, por Turquía. El ataque mató al menos a nueve civiles, incluidos dos niños, e hirió a más de 22. La mayoría de las víctimas eran turistas árabes iraquíes.

## Secuelas
El Gobierno de Irak y las Naciones Unidas denunciaron el ataque y ordenaron una investigación sobre lo sucedido.
Tanto las autoridades kurdas iraquíes como las federales, incluido el primer ministro de Irak, Mustafa Al-Kadhimi, atribuyeron la culpabilidad a las Fuerzas Armadas de Turquía. Turquía negó la responsabilidad del ataque y, en cambio, sospechó que los grupos terroristas eran responsables, ofreciendo abrir una investigación colaborativa sobre el incidente.